# Michael Lewis (pilote automobile)
Pour les articles homonymes, voir Michael Lewis (homonymie).
Pas d'image ? Cliquez ici
Michael Lewis est un pilote automobile américain né le 24 décembre 1990 à Laguna Beach (Californie).

## Carrière
Il commence le karting en 2005 en participants à des courses en Californie et sur la côte ouest. En 2006, il part en Europe et participe à divers championnats de karting et ce jusqu'en 2008.
En 2009, il commence la course automobile en participant à la Formule BMW America dont il devient le meilleur débutant.
L'année suivante, il participe à la déclinaison européenne de la Formule BMW, il finit 14e.
En 2011, Lewis participe au Championnat d'Italie de Formule 3.
En 2012, il participe au Championnat d'Europe de Formule 3 2012 avec l'équipe Prema Powerteam.